# Jedlina-Zdrój
Jedlina-Zdrój (německy Bad Charlottenbrunn) je lázeňské město na jihozápadě Polska v Dolnoslezském vojvodství v okrese Valbřich. Nachází se nedaleko české hranice (nejbližším českým městem je Meziměstí na Broumovsku). Okresní město Valbřich je od tohoto města vzdáleno přibližně 8 kilometrů, hlavní město vojvodství Vratislav pak 67 kilometrů. V roce 2023 zde žilo 4 682 obyvatel.

## Historie
Na místě města byla ve 13. století založena dřevorubecká osada jménem Jedlinka, jejíž bázev byl odvezen od jedlových lesů v okolí. Během 18. století zde byly objeveny minerální prameny a byly zde založeny lázně. V roce 1742 anektovalo tuto obec Prusko. Městská práva má Jedlina od roku 1768. 
Během druhé světové války zde existoval malý pracovní tábor v rámci koncentračního tábora Gross-Rosen, Po druhé světové válce bylo město připojeno k Polsku a získalo nový název, Jedlina-Zdrój (přípona -Zdrój je typická pro polské názvy lázeňských měst)

## Galerie

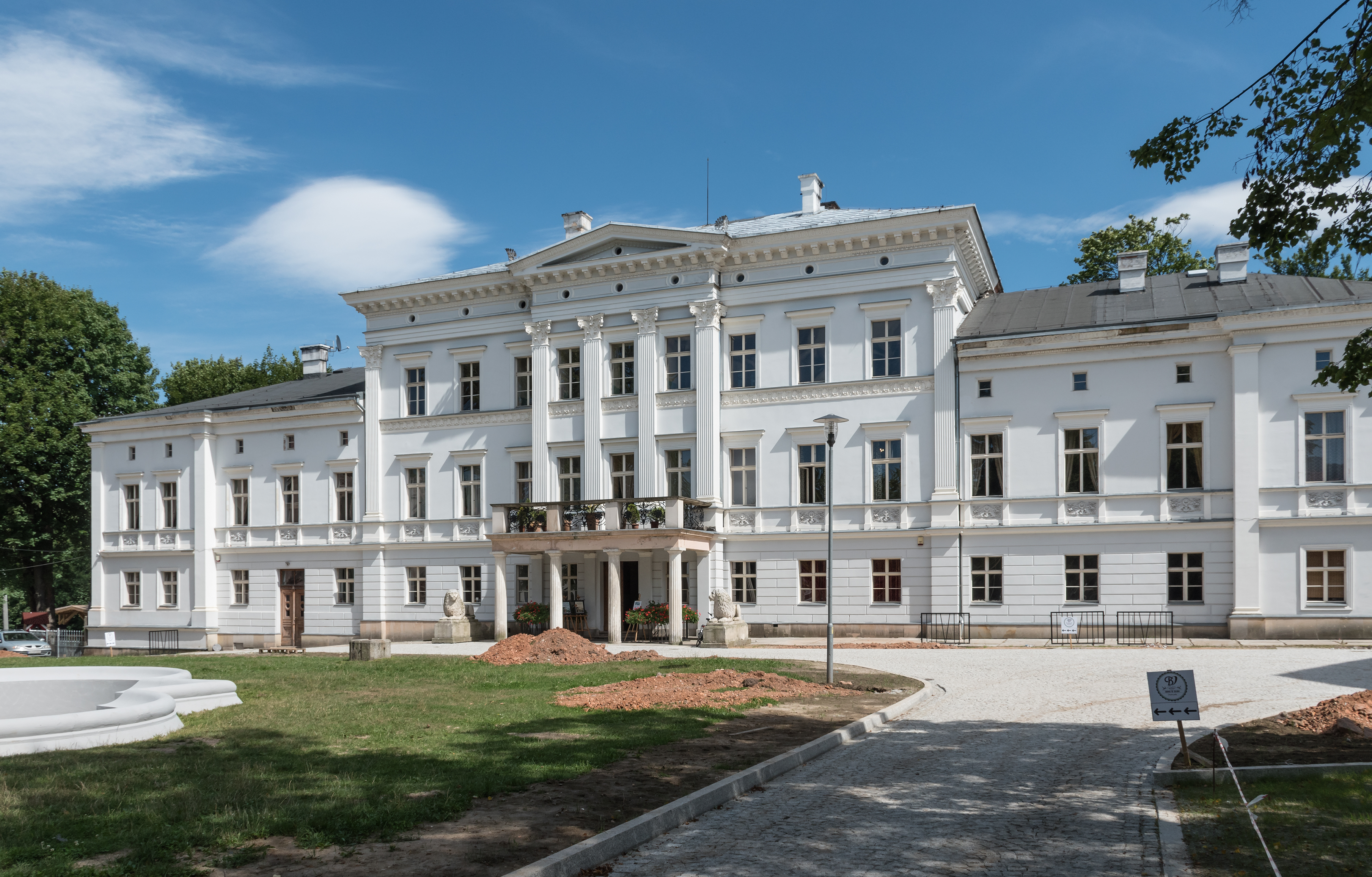
Zámek
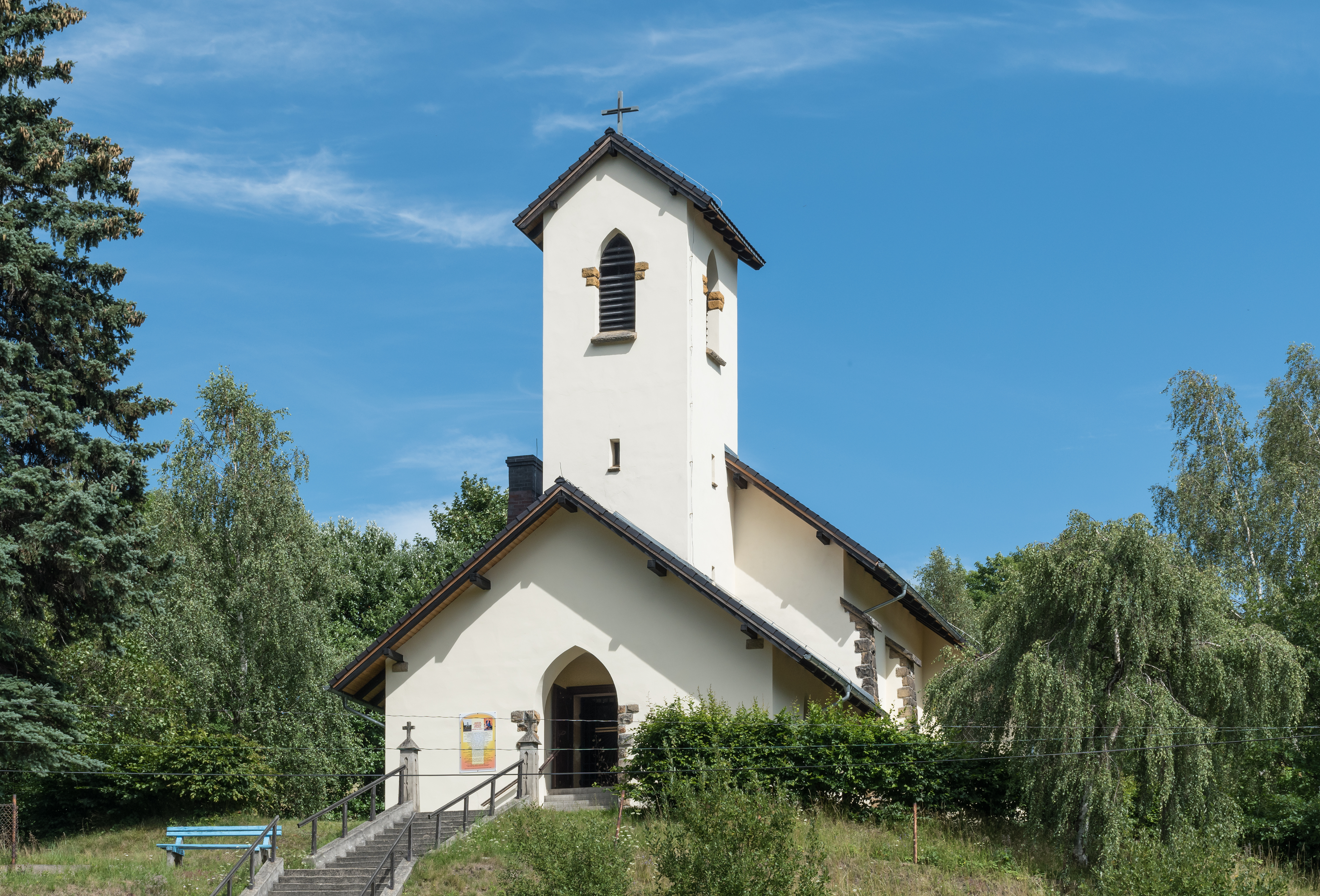
Kostel
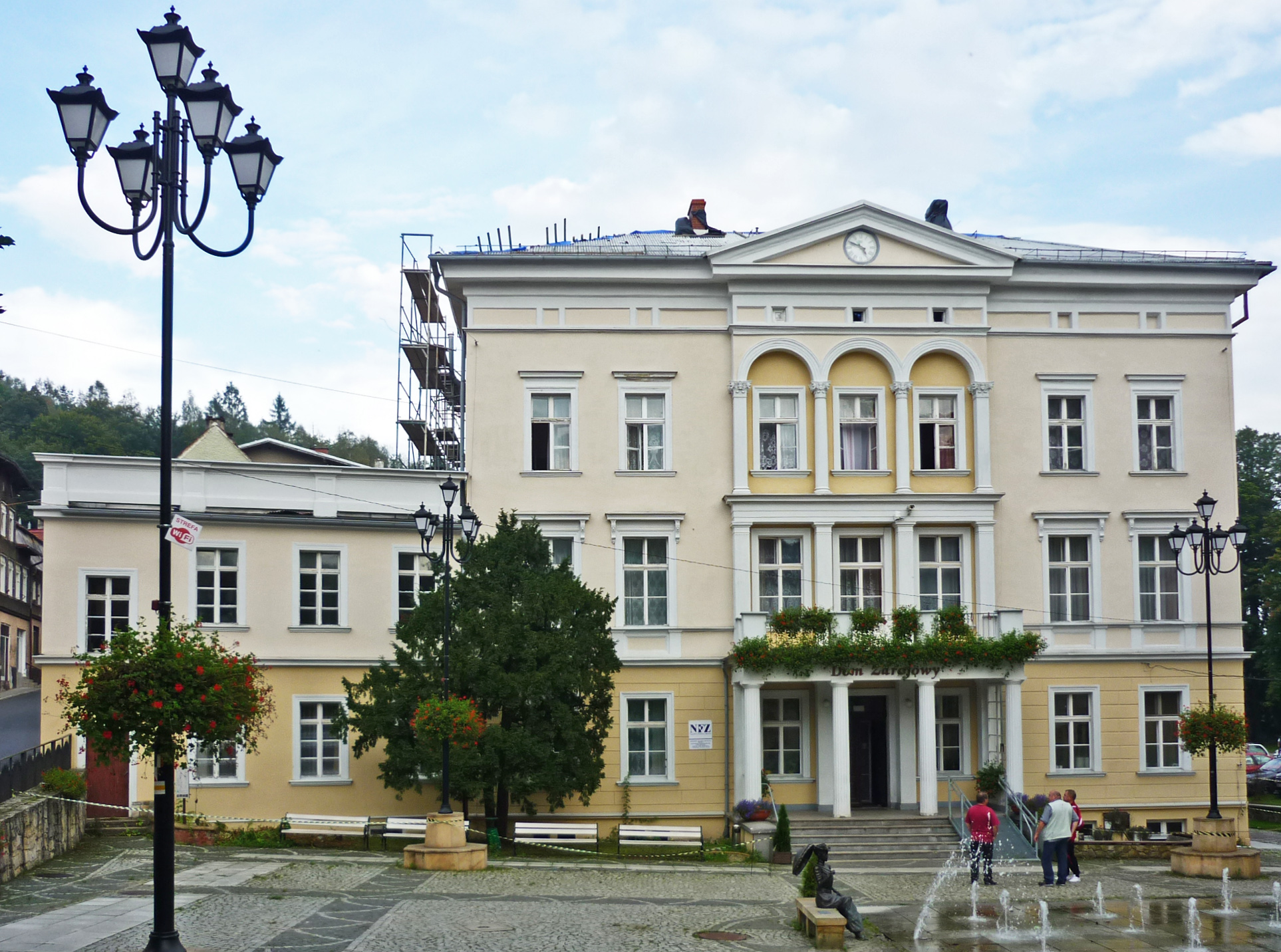
Lázeňský dům
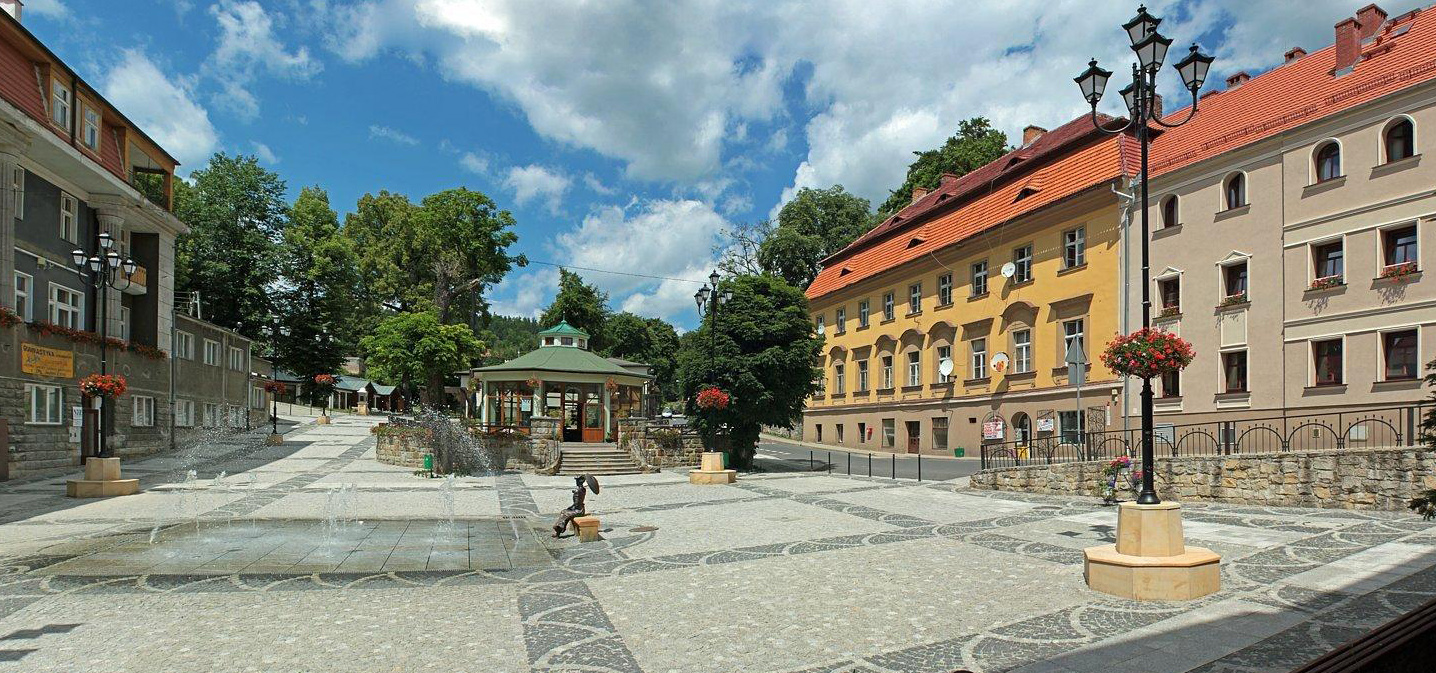
Náměstí
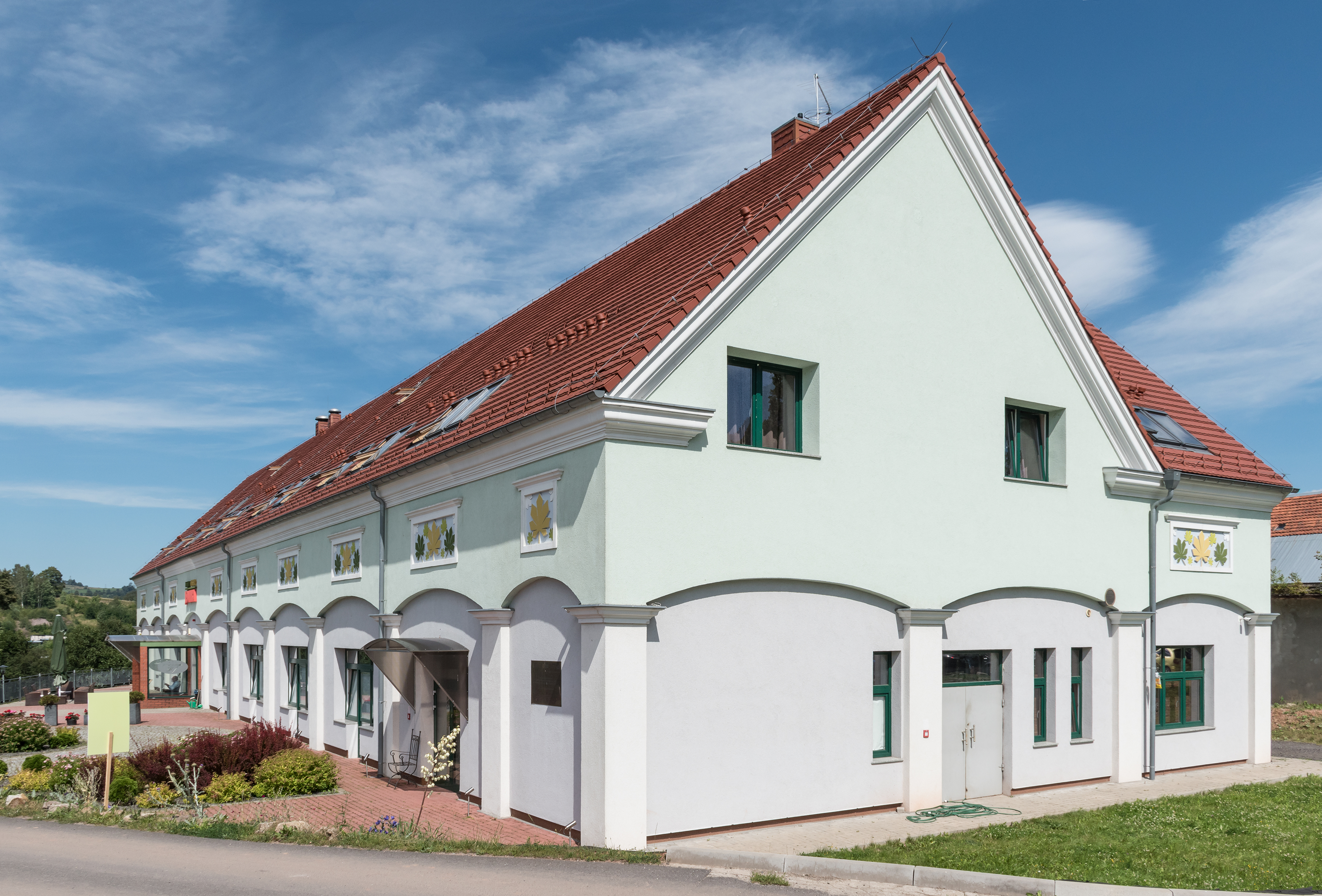
Hotel Jedlinka
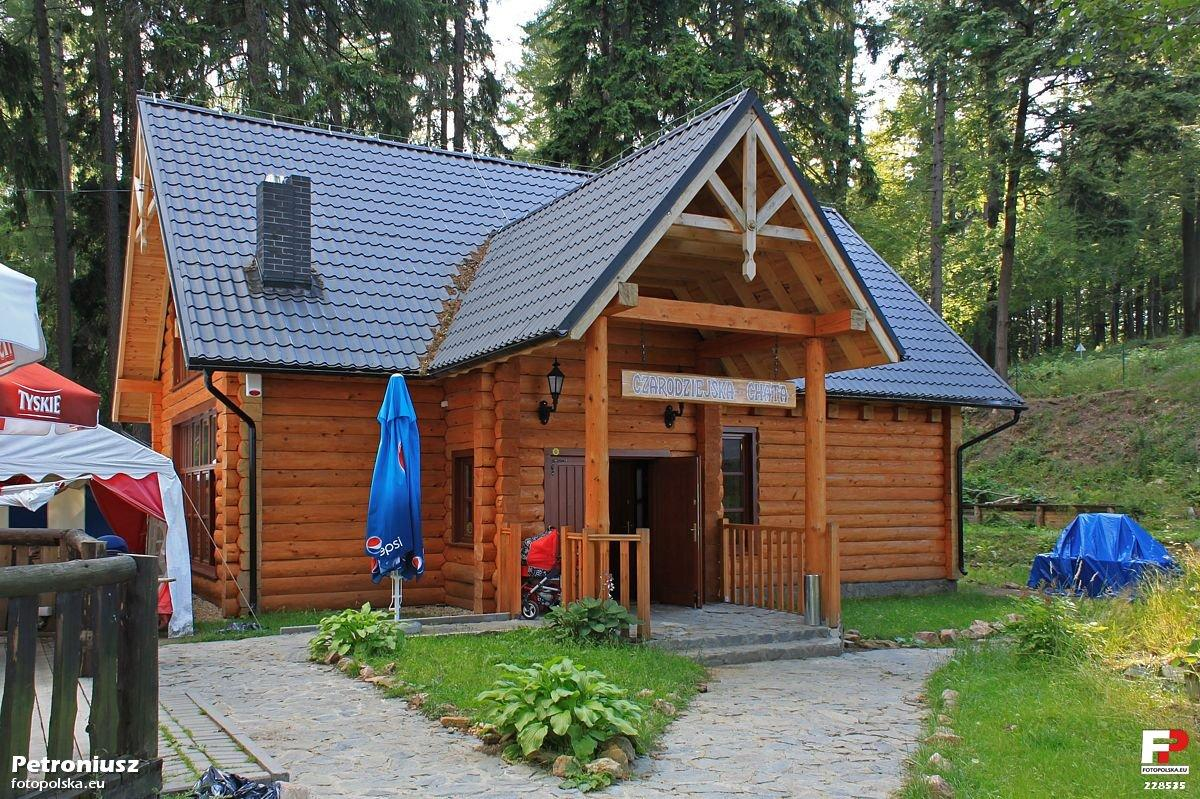
Sportovní centrum
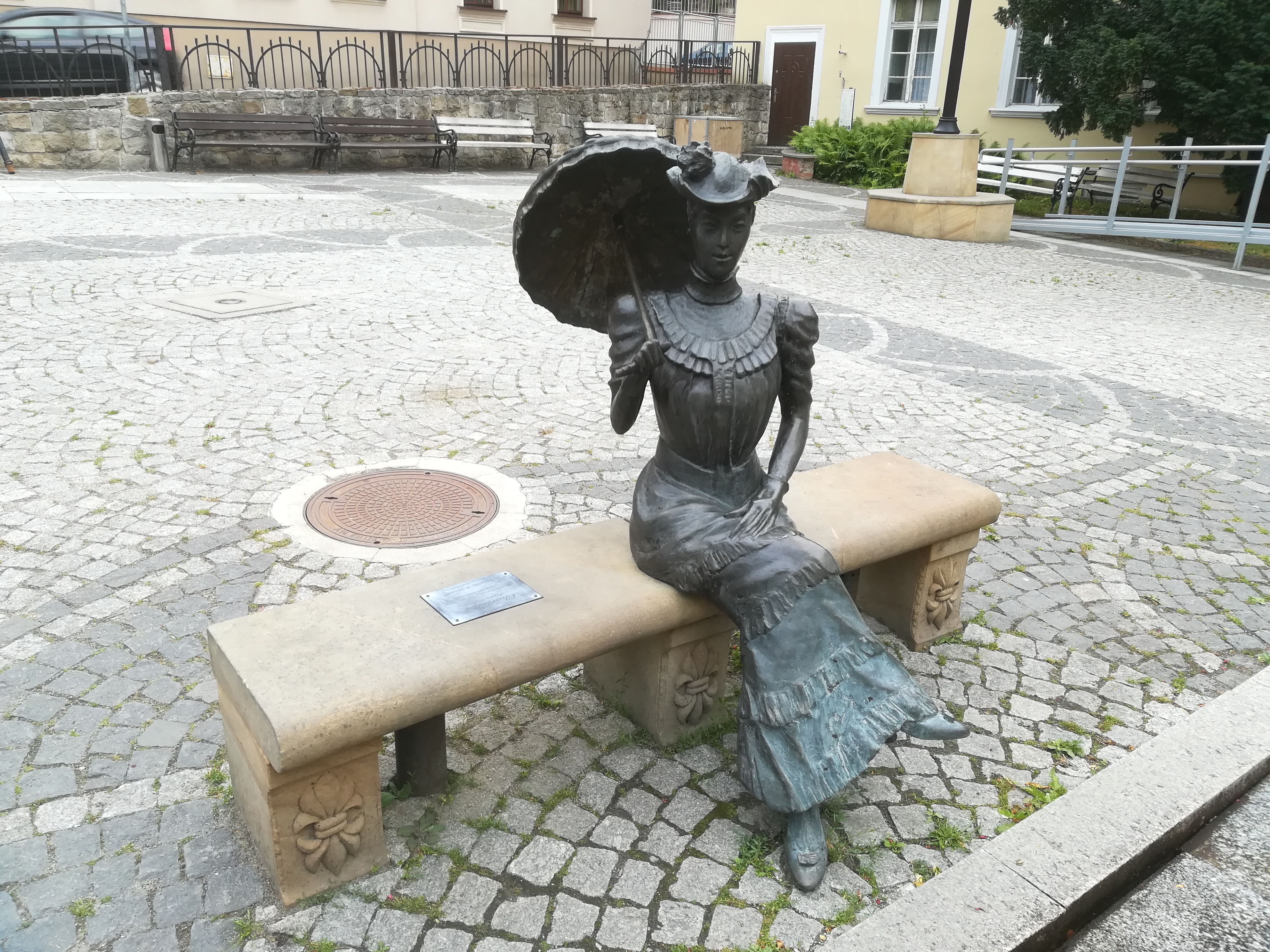
Lavička se sochou Charlotty von Seher-Thoss
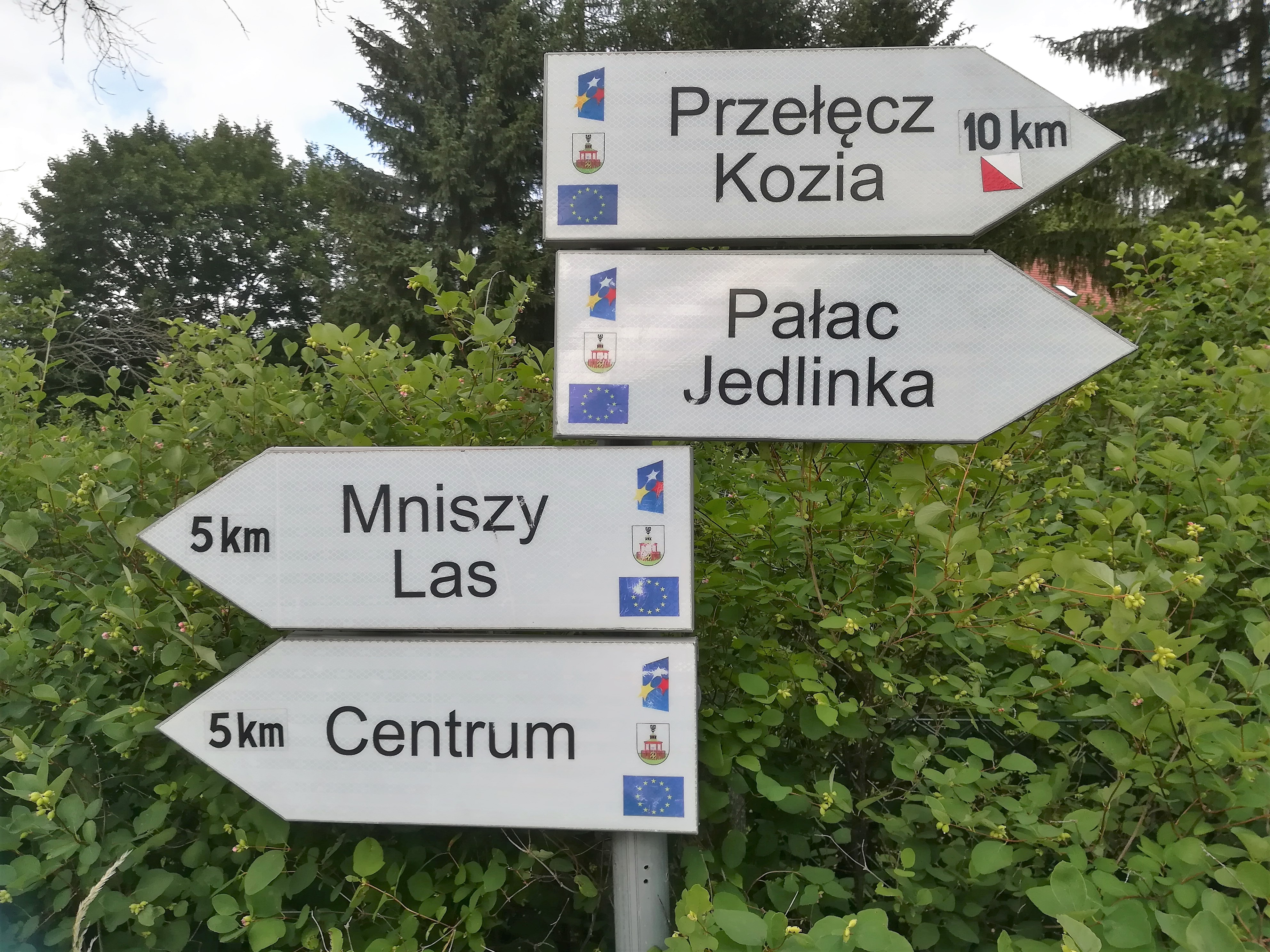
Turistické značky
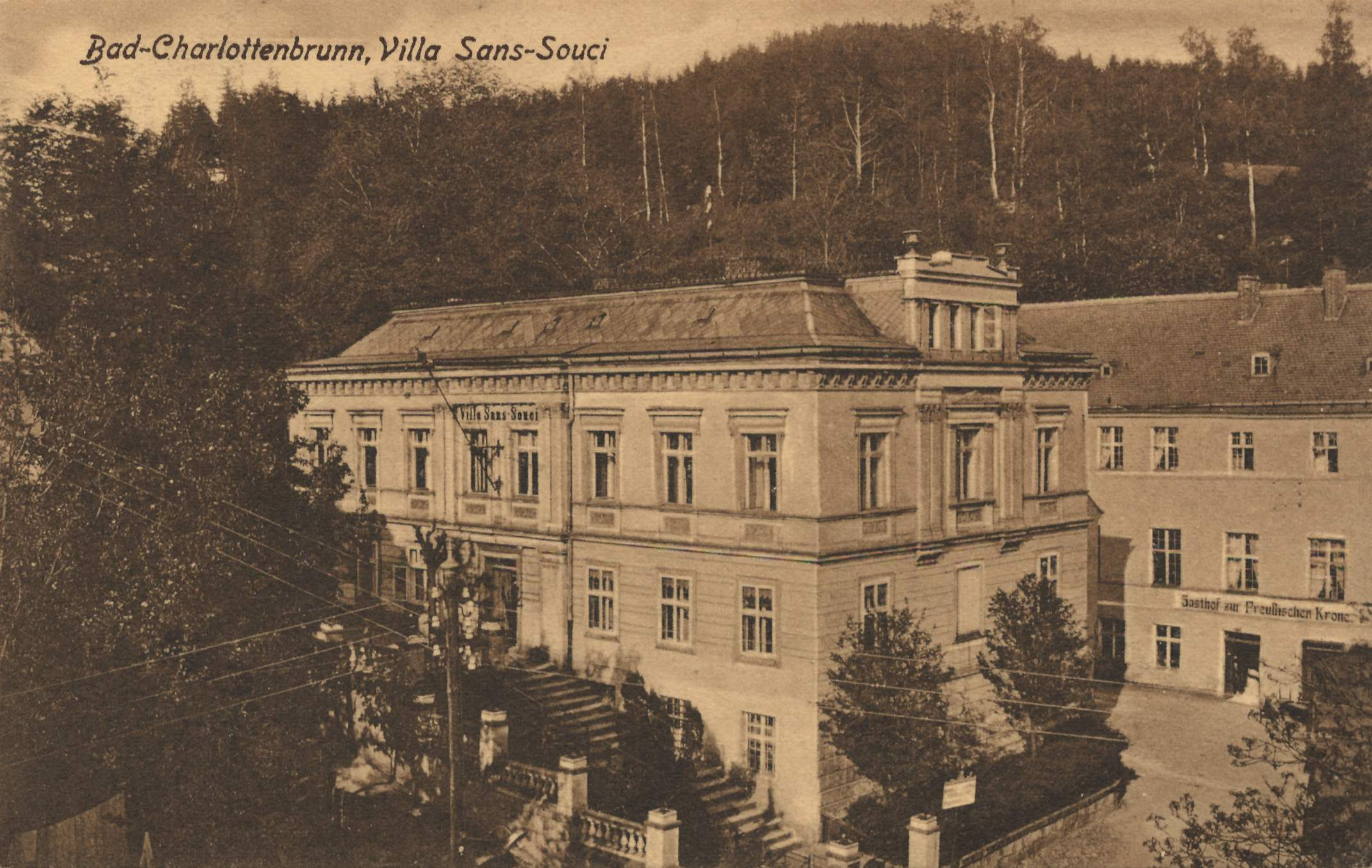
Fotografie z města pořízena okolo roku 1900
Mapa města

## Partnerská města
- Saint-Étienne-de-Crossey, Francie
- Strehla, Německo
- Velichovky, Česko[3]